# Coppa d'Austria 2020-2021 (pallavolo maschile)
La Coppa d'Austria 2020-2021 si è svolta dal 18 ottobre 2020 al 21 febbraio 2021: al torneo hanno partecipato dieci squadre di club austriache e la vittoria finale è andata per la prima volta all'Aich/Dob.

## Regolamento
La formula del torneo ha previsto ottavi di finale, quarti di finale, semifinali e finale, giocate con gara unica.

## Squadre partecipanti
- Aich/Dob
- Amstetten
- Graz
- Hartberg
- Klagenfurt
- Sokol Wien
- Raiffeisen Waldviertel
- Ried
- Waidhofen
- Weiz

## Torneo

### Tabellone
|  | Ottavi di finale       | Ottavi di finale |  |  | Quarti di finale       | Quarti di finale |  |          | Semifinali             | Semifinali |  |          | Finale    | Finale |
|  |                        |                  |  |  |                        |                  |  |          |                        |            |  |          |           |        |
|  | Klagenfurt             | 0                |  |  |                        |                  |  |          |                        |            |  |          |           |        |
|  | Klagenfurt             | 0                |  |  |                        |                  |  |          |                        |            |  |          |           |        |
|  | Graz                   | 3                |  |  | Graz                   | 3                |  |          |                        |            |  |          |           |        |
|  | Graz                   | 3                |  |  | Graz                   | 3                |  |          |                        |            |  |          |           |        |
|  |                        |                  |  |  | Aich/Dob               | 0                |  |          |                        |            |  |          |           |        |
|  |                        |                  |  |  | Aich/Dob               | 0                |  |          |                        |            |  |          |           |        |
|  |                        |                  |  |  |                        |                  |  | Aich/Dob | 3                      |            |  |          |           |        |
|  |                        |                  |  |  |                        |                  |  | Aich/Dob | 3                      |            |  |          |           |        |
|  |                        |                  |  |  |                        |                  |  |          | Raiffeisen Waldviertel | 1          |  |          |           |        |
|  |                        |                  |  |  |                        |                  |  |          | Raiffeisen Waldviertel | 1          |  |          |           |        |
|  |                        |                  |  |  | Waidhofen              | 0                |  |          |                        |            |  |          |           |        |
|  |                        |                  |  |  |                        |                  |  |          |                        |            |  |          |           |        |
|  | Hartberg               | 1                |  |  | Raiffeisen Waldviertel | 3                |  |          |                        |            |  |          |           |        |
|  | Hartberg               | 1                |  |  |                        |                  |  |          |                        |            |  |          |           |        |
|  | Raiffeisen Waldviertel | 3                |  |  |                        |                  |  |          |                        |            |  | Aich/Dob | 3         |        |
|  | Raiffeisen Waldviertel | 3                |  |  |                        |                  |  |          |                        |            |  | Aich/Dob | 3         |        |
|  |                        |                  |  |  |                        |                  |  |          |                        |            |  |          | Amstetten | 1      |
|  |                        |                  |  |  |                        |                  |  |          |                        |            |  |          | Amstetten | 1      |
|  |                        |                  |  |  | Sokol Wien             | 0                |  |          |                        |            |  |          |           |        |
|  |                        |                  |  |  | Sokol Wien             | 0                |  |          |                        |            |  |          |           |        |
|  |                        |                  |  |  | Ried                   | 3                |  |          |                        |            |  |          |           |        |
|  |                        |                  |  |  | Ried                   | 3                |  |          |                        |            |  |          |           |        |
|  |                        |                  |  |  |                        |                  |  | Ried     | 2                      |            |  |          |           |        |
|  |                        |                  |  |  |                        |                  |  | Ried     | 2                      |            |  |          |           |        |
|  |                        |                  |  |  |                        |                  |  |          | Amstetten              | 3          |  |          |           |        |
|  |                        |                  |  |  |                        |                  |  |          | Amstetten              | 3          |  |          |           |        |
|  |                        |                  |  |  | Amstetten              | 3                |  |          |                        |            |  |          |           |        |
|  |                        |                  |  |  | Amstetten              | 3                |  |          |                        |            |  |          |           |        |
|  |                        |                  |  |  | Weiz                   | 0                |  |          |                        |            |  |          |           |        |
|  |                        |                  |  |  | Weiz                   | 0                |  |          |                        |            |  |          |           |        |

### Risultati

#### Ottavi di finale
| 18 ottobre 2020 Bundesschulzentrum, Hartberg Durata: 1h:18 - Spettatori: ?              | Hartberg   | 1 - 3 | Raiffeisen Waldviertel | 25-23, 11-25, 18-25, 21-25 |
| 28 ottobre 2020 Sportpark Arena, Klagenfurt am Wörthersee Durata: 1h:03 - Spettatori: ? | Klagenfurt | 0 - 3 | Graz                   | 16-25, 20-25, 19-25        |

#### Quarti di finale
| 24 gennaio 2021 Raiffeisen Sportpark, Graz Durata: 1h:12 - Spettatori: 0    | Graz       | 0 - 3 | Aich/Dob               | 22-25, 18-25, 20-25 |
| 8 novembre 2020 Sporthalle, Waidhofen an der Ybbs Durata: ? - Spettatori: ? | Waidhofen  | 0 - 3 | Raiffeisen Waldviertel | 0-25, 0-25, 0-25    |
| 8 novembre 2020 Posthalle, Vienna Durata: 1h:18 - Spettatori: 0             | Sokol Wien | 0 - 3 | Ried                   | 15-25, 28-30, 20-25 |
| 29 novembre 2020 Johann Pölz Halle, Amstetten Durata: 1h:11 - Spettatori: 0 | Amstetten  | 3 - 0 | Weiz                   | 25-18, 27-25, 25-15 |

#### Semifinali
| 4 febbraio 2021 JUFA Arena, Bleiburg Durata: 2h:06 - Spettatori: 0             | Aich/Dob | 3 - 1 | Raiffeisen Waldviertel | 25-23, 25-22, 25-27, 29-27        |
| 12 febbraio 2021 Messehalle 18, Ried im Innkreis Durata: 1h:46 - Spettatori: 0 | Ried     | 2 - 3 | Amstetten              | 21-25, 20-25, 25-13, 25-18, 13-15 |

#### Finale
| 21 febbraio 2021 JUFA Arena, Bleiburg Durata: 1h:43 - Spettatori: 0 | Aich/Dob | 3 - 1 | Amstetten | 25-27, 26-24, 25-18, 25-19 |

## Statistiche
| Rendimento individuale | Rendimento individuale | Rendimento individuale | Rendimento individuale |
| Pos.                   | Nome                   | Punti                  | Squadra                |
| ---------------------- | ---------------------- | ---------------------- | ---------------------- |
| 1                      | Eduardo Romay          | 74                     | Amstetten              |
| 2                      | Péter Blázsovics       | 50                     | Amstetten              |
| 3                      | Konrad Formela         | 43                     | Aich/Dob               |
| 4                      | Victor Hugo Miranda    | 36                     | Aich/Dob               |
| 5                      | Sergej Drobnič         | 35                     | Aich/Dob               |
| 5                      | Tomasz Rutecki         | 35                     | Ried                   |

| Attacchi vincenti | Attacchi vincenti | Attacchi vincenti | Attacchi vincenti |
| Pos.              | Nome              | Punti             | Squadra           |
| ----------------- | ----------------- | ----------------- | ----------------- |
| 1                 | Eduardo Romay     | 62                | Amstetten         |
| 2                 | Konrad Formela    | 41                | Aich/Dob          |
| 3                 | Péter Blázsovics  | 39                | Amstetten         |
| 4                 | Sergej Drobnič    | 28                | Aich/Dob          |
| 4                 | Tomasz Rutecki    | 28                | Ried              |

| Muri vincenti | Muri vincenti       | Muri vincenti | Muri vincenti |
| Pos.          | Nome                | Punti         | Squadra       |
| ------------- | ------------------- | ------------- | ------------- |
| 1             | George Hobern       | 11            | Ried          |
| 1             | Victor Hugo Miranda | 11            | Aich/Dob      |
| 3             | Błażej Podleśny     | 7             | Aich/Dob      |
| 3             | Eduardo Romay       | 7             | Amstetten     |
| 5             | Felix Breit         | 6             | Ried          |
| 5             | Clemens Unterberger | 6             | Graz          |

| Battute vincenti | Battute vincenti | Battute vincenti | Battute vincenti |
| Pos.             | Nome             | Punti            | Squadra          |
| ---------------- | ---------------- | ---------------- | ---------------- |
| 1                | Péter Blázsovics | 10               | Amstetten        |
| 2                | Eduardo Romay    | 5                | Amstetten        |
| 3                | Caleb Konrad     | 4                | Ried             |
| 3                | Fabian Kriener   | 4                | Amstetten        |
| 3                | Niklas Stooß     | 4                | Ried             |